# Старе Азмеєво
Старе Азме́єво (рос. Старое Азмеево, башк. Иҫке Әзмей) — село у складі Бакалинського району Башкортостану, Росія. Входить до складу Діяшевської сільської ради.
Населення — 343 особи (2010; 418 у 2002).
Національний склад:
- кряшени — 51 %
- татари — 39 %